# Echinaster guyanensis
Echinaster guyanensis is een zeester uit de familie Echinasteridae.
De wetenschappelijke naam van de soort werd in 1987 gepubliceerd door Ailsa McGown Clark.